# Kategoria e parë 1933
De Kategoria e parë 1933 was het vierde seizoen van het Albanese nationale voetbalkampioenschap. Het ging van start op 2 april en eindigde op 11 juni 1933.

## Eindklassement
|   | Club              | WG | W | G | V | DV | DT | P  |
| - | ----------------- | -- | - | - | - | -- | -- | -- |
| 1 | Skënderbeu Korçë  | 8  | 5 | 2 | 1 | 18 | 6  | 12 |
| 2 | Bashkimi Shkodran | 8  | 5 | 0 | 3 | 14 | 9  | 10 |
| 3 | KS Teuta Durrës   | 8  | 3 | 2 | 3 | 12 | 10 | 8  |
| 4 | SK Tirana         | 8  | 3 | 2 | 3 | 14 | 12 | 8  |
| 5 | SK Kavajë         | 8  | 1 | 0 | 7 | 5  | 26 | 2  |

1930 · 1931 · 1932 · 1933 · 1934 · 1935 · 1936 · 1937 · 1938-44 · 1945 · 1946 · 1947 · 1948 · 1949 · 1950 · 1951 · 1952 · 1953 · 1954 · 1955 · 1956 · 1957 · 1958 · 1959 · 1960 · 1961 · 1962/63 · 1963/64 · 1964/65 · 1965/66 · 1966/67 · 1967/68 · 1968/69 · 1969/70 · 1970/71 · 1971/72 · 1972/73 · 1973/74 · 1974/75 · 1975/76 · 1976/77 · 1977/78 · 1978/79 · 1979/80 · 1980/81 · 1981/82 · 1982/83 · 1983/84 · 1984/85 · 1985/86 · 1986/87 · 1987/88 · 1988/89 · 1989/90 · 1990/91 · 1991/92 · 1992/93 · 1993/94 · 1994/95 · 1995/96 · 1996/97 · 1997/98 · 1998/99 · 1999/00 · 2000/01 · 2001/02 · 2002/03 · 2003/04 · 2004/05 · 2005/06 · 2006/07 · 2007/08 · 2008/09 · 2009/10 · 2010/11 · 2011/12 · 2012/13 · 2013/14 · 2014/15 · 2015/16 · 2016/17 · 2017/18 · 2018/19 · 2019/20 · 2020/21 · 2021/22 · 2022/23